# Olathe (Kansas)
Olathe település az Amerikai Egyesült Államok Kansas államában, Johnson megyében, melynek megyeszékhelye is. Lakosainak száma 141 290 fő (2020. április 1.).

## Népesség
A település népességének változása:

| 2010 | 125 872 |
| 2020 | 141 290 |